# لشنگوویتسه
لشنگوویتسه (به لاتین: Leśniowice) یک روستا در لهستان است که در گمینا لشنگوویتسه واقع شده‌است. لشنگوویتسه  ۳۵۸ نفر جمعیت دارد.